# Daren Tang
Daren Tang Heng Shim (chinois : 邓鸿森, ) né en 1972, est le cinquième et actuel directeur général de l'Organisation Mondiale de la Propriété Intellectuelle (OMPI). Il est également secrétaire général de l'Union internationale pour la protection des obtentions végétales (UPOV). Tang dirigeait auparavant l'Office de la propriété intellectuelle de Singapour (IPOS) et était avocat commercial pour le gouvernement de Singapour.

## Éducation
Tang est titulaire d'un diplôme de la Faculté de droit de l'Université nationale de Singapour et d'une maîtrise en droit (LL.M.) du Georgetown University Law Center.

## Carrière

### Avocat
Tang a exercé les fonctions d'avocat commercial et a été l'un des principaux négociateurs de Singapour pour l'éventuel accord de libre-échange entre les États-Unis et Singapour signé le 6 mai 2003. Tang a également dirigé les négociations sur la propriété intellectuelle pour Singapour dans le cadre du Partenariat transpacifique, du Partenariat économique régional global et de l'accord de libre-échange entre l'Union européenne et Singapour[réf. nécessaire].

### Directeur général de l'Office de la propriété intellectuelle de Singapour
De novembre 2015 à juillet 2020, Tang a été directeur général de l'Office de la propriété intellectuelle de Singapour (IPOS),,. Alors qu'il dirigeait l'IPOS, Tang a présidé le Comité permanent du droit d'auteur et des droits connexes de l'OMPI[réf. nécessaire].

### Directeur général de l'Organisation Mondiale de la Propriété Intellectuelle

#### Candidature
Le 4 mars 2020, Tang a remporté la nomination au poste de directeur général de l'Organisation mondiale de la propriété intellectuelle (OMPI), avec le soutien des États-Unis,, et de 54 autres pays face au candidat favori de la Chine, Wang Binying, qui a reçu 28 voix sur les 83 membres votants du Comité de coordination de l'OMPI. Le 8 mai 2020, Tang a été confirmé par l'Assemblée générale de l'OMPI avant de prendre officiellement ses fonctions le 1er octobre 2020.

#### Mandat
Tang a pris ses fonctions de directeur général de l'Organisation mondiale de la propriété intellectuelle (OMPI) le 1er octobre 2020, pour un mandat de six ans. Dans son discours de remerciement, Tang a déclaré : « L’OMPI doit œuvrer en faveur d’un écosystème mondial de la propriété intellectuelle dynamique et tourné vers l’avenir. L'organisation doit aider le monde à élargir sa vision de la propriété intellectuelle au-delà de ses aspects juridiques et techniques et à son rôle puissant de soutien aux entrepreneurs et aux entreprises, de catalyseur des investissements, de moteur de la croissance économique et de promoteur du dynamisme social. »

L'administration Tang a présenté aux États membres de l'OMPI un plan stratégique à moyen terme pour guider le travail de l'organisation jusqu'en 2026. Dans le cadre de ce plan, le Secrétariat de l'OMPI travaille plus étroitement avec les petites entreprises et les innovateurs et créateurs individuels, qui étaient auparavant mal desservis par l'écosystème mondial de la propriété intellectuelle. La jeunesse est identifiée comme une priorité. Le plan vise à ce que l'OMPI continue à fournir des services de dépôt international de brevets, de marques, de modèles et d'autres droits de propriété intellectuelle, tout en maintenant la prudence budgétaire et en soutenant les États membres dans leurs négociations. L'administration Tang a lancé un nouveau « secteur des écosystèmes de propriété intellectuelle et d'innovation » pour se concentrer sur la « commercialisation de la propriété intellectuelle ». 

« L'objectif ultime de la propriété intellectuelle est d'améliorer la vie des gens, d'aider les entrepreneurs à développer leur entreprise, à améliorer la société et à contribuer au développement économique »

— Daren Tang, 2021

## Vie privée
Tang est un pianiste accompli passionné de jazz. Il est l'auteur d'un livre sur le thé sous un pseudonyme.